# Xã Broadview, Quận Griggs, Bắc Dakota
Xã Broadview (tiếng Anh: Broadview Township) là một xã thuộc quận Griggs, tiểu bang Bắc Dakota, Hoa Kỳ. Năm 2010, dân số của xã này là 38 người.